# Constanța
Constanța ([konˈstant͜sa]; Ausspracheⓘ; deutsch Konstanza oder Konstanz, auch Constantza, früher Küstendje, türkisch Kustendji, Kustendja, Köstence, Köstendsche, im Altertum Tomoi oder Tomis und in der Spätantike Constantiana) ist eine Hafenstadt in Rumänien am Schwarzen Meer. Mit 263.688 Einwohnern war sie 2021 die viertgrößte Stadt des Landes und Sitz des gleichnamigen Kreises.

## Geschichte

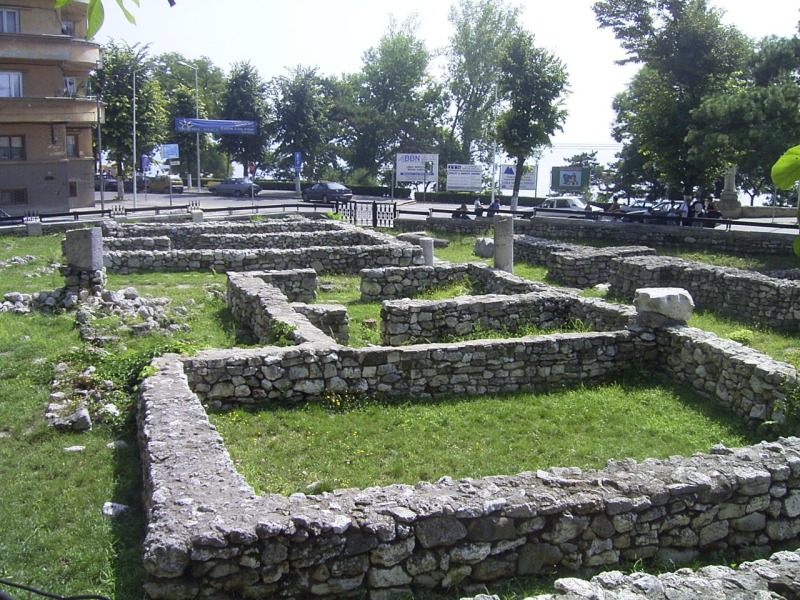
Grundmauern der antiken griechischen Stadt Tomoi

Constanța wurde im 7. Jahrhundert v. Chr. von Griechen aus der ionischen Mutterstadt Milet (in Kleinasien) als Tomoi (Τόμοι) gegründet, eine später römische Stadt (Tomi), in der auch der aus Rom verbannte Dichter Ovid ab 8 n. Chr. lebte und um das Jahr 17 starb. Zeitweise stand sie unter dakischer, skythischer und keltischer Herrschaft. Unter dem römischen Kaiser Konstantin I. wurde die Stadt zu Ehren seiner Schwester in Constantiana umbenannt und war eine wichtige Metropole. Später teilte die Stadt das Schicksal der römischen Balkanprovinzen.
Im Winter 597/598 diente die Stadt dem oströmischen Feldherrn Priskos als Winterlager. Dort griffen ihn die Awaren überraschend an und kesselten die Stadt ein. Sie beendeten die mehrmonatige Belagerung erst beim Herannahen eines römischen Heeres unter dem Feldherren Komentiolos (→ Balkanfeldzüge des Maurikios). 679 wurde Constanța von den Bulgaren in Besitz genommen und blieb bis 1385 unter ihrer Herrschaft (unterbrochen von 971 bis 1186 durch die byzantinische Rückeroberung).
Sie fiel 1420 an das Osmanische Reich, nachdem sie für einige Jahrzehnte zum Fürstentum Walachei gehört hatte. 1878 wurde Constanța im Rahmen des Berliner Kongresses als Teil der Norddobrudscha Rumänien zugeschlagen.
Im Ersten Weltkrieg wurde Constanța von den Mittelmächten besetzt. Im Mai 1918 wurde im Frieden von Bukarest vereinbart, dass es bei Rumänien bleiben sollte. 1918 wurde die Stadt von den Alliierten endgültig befreit. In der Zwischenkriegszeit avancierte sie zum wichtigsten Handelszentrum Rumäniens. Ab den 1930er Jahren lief über die Hälfte der nationalen Exporte über den Hafen von Constanța.
Mitte 1940 annektierte die Sowjetunion Gebiete in Rumänien und installierte dort die Moldauische Sozialistische Sowjetrepublik; dadurch wurde die Schwarzmeerküste Rumäniens kleiner und Rumänien verlor die Hafenstadt Belgorod. Auch Bulgarien annektierte ein Gebiet an der Schwarzmeerküste. Dadurch wuchs die Bedeutung des Hafens Constanta für Rumänien.

## Bevölkerung

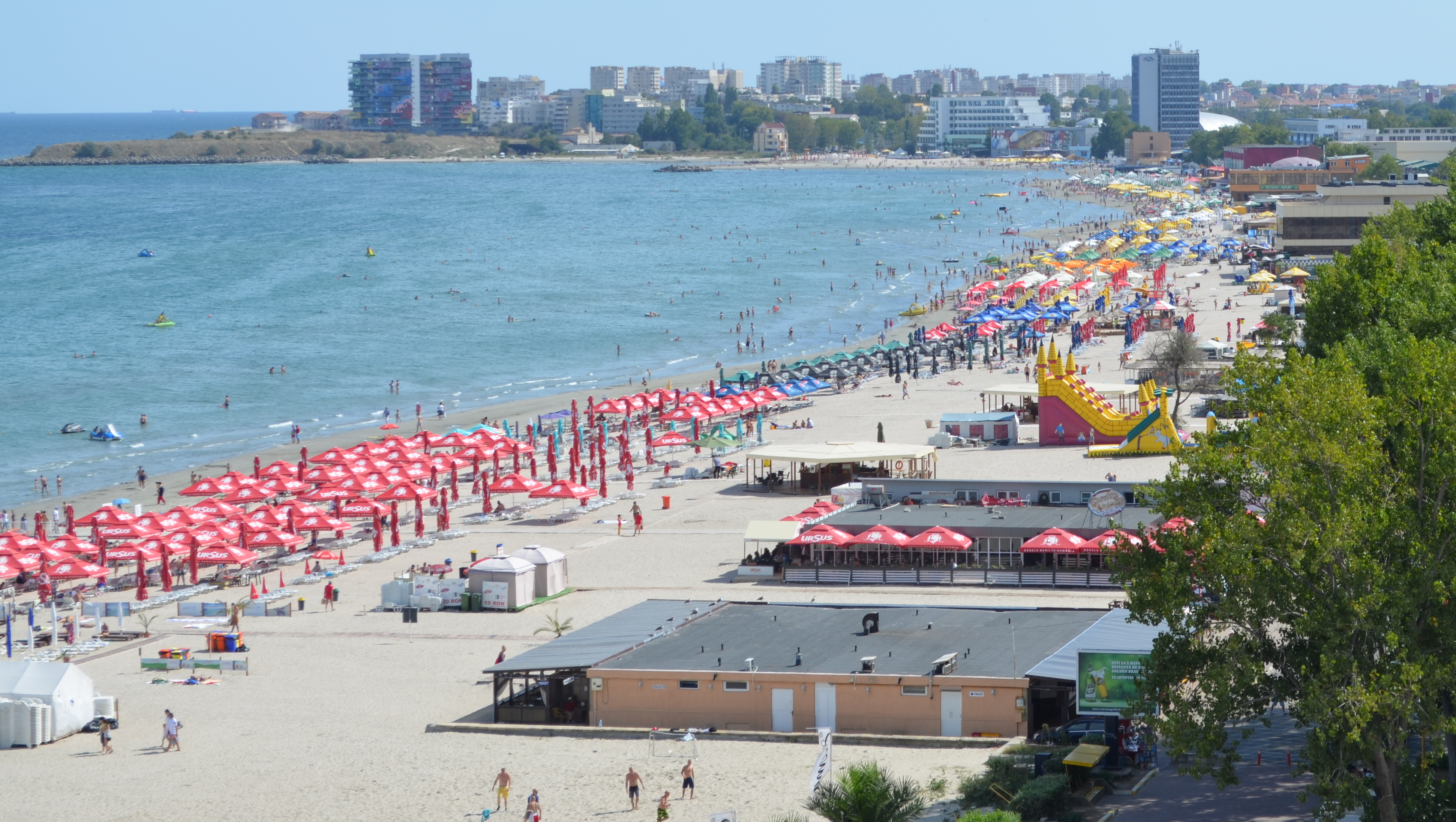
Strand von Mamaia mit Blick auf Constanța

Constanța ist neben Medgidia und Babadag das Zentrum der türkischen und tatarischen Minderheit Rumäniens sowie des Islam in Rumänien, der von der turko-tatarischen Minderheit geprägt wird. 6 % der Stadtbevölkerung ist muslimisch. Daneben gibt es auch eine kürzlich eingewanderte arabische Minderheit, die in Constanța eine Schule mit arabischer und englischer Unterrichtssprache betreibt. Die türkische weiterführende Schule ist in Medgidia.
1853 lebten erst 5204 Menschen in der Stadt; darunter stellten die Tataren (36 %) und Griechen (30 %) die Mehrheit. Nur 5 % waren Rumänen. In der Folge nahm die Einwohnerzahl stetig zu, gleichzeitig stieg der Anteil der Rumänen. 1930 lebten ca. 59.000 Menschen in der Stadt, darunter ca. 1450 Deutsche.
In den späten 1950er Jahren wurde die Zahl von 100.000 Bewohnern erreicht. 1992 registrierte man mit 350.581 die maximale Einwohnerzahl, die seitdem wieder deutlich rückläufig ist. Bei der Volkszählung 2002 lebten in Constanța noch 310.471 Menschen, darunter etwa 286.000 Rumänen, je 9000 Türken und Tataren, 3000 Roma, 900 Russen bzw. Lipowaner, 500 Griechen, je 400 Ungarn und Armenier und 200 Deutsche.

## Wirtschaft und Verkehr

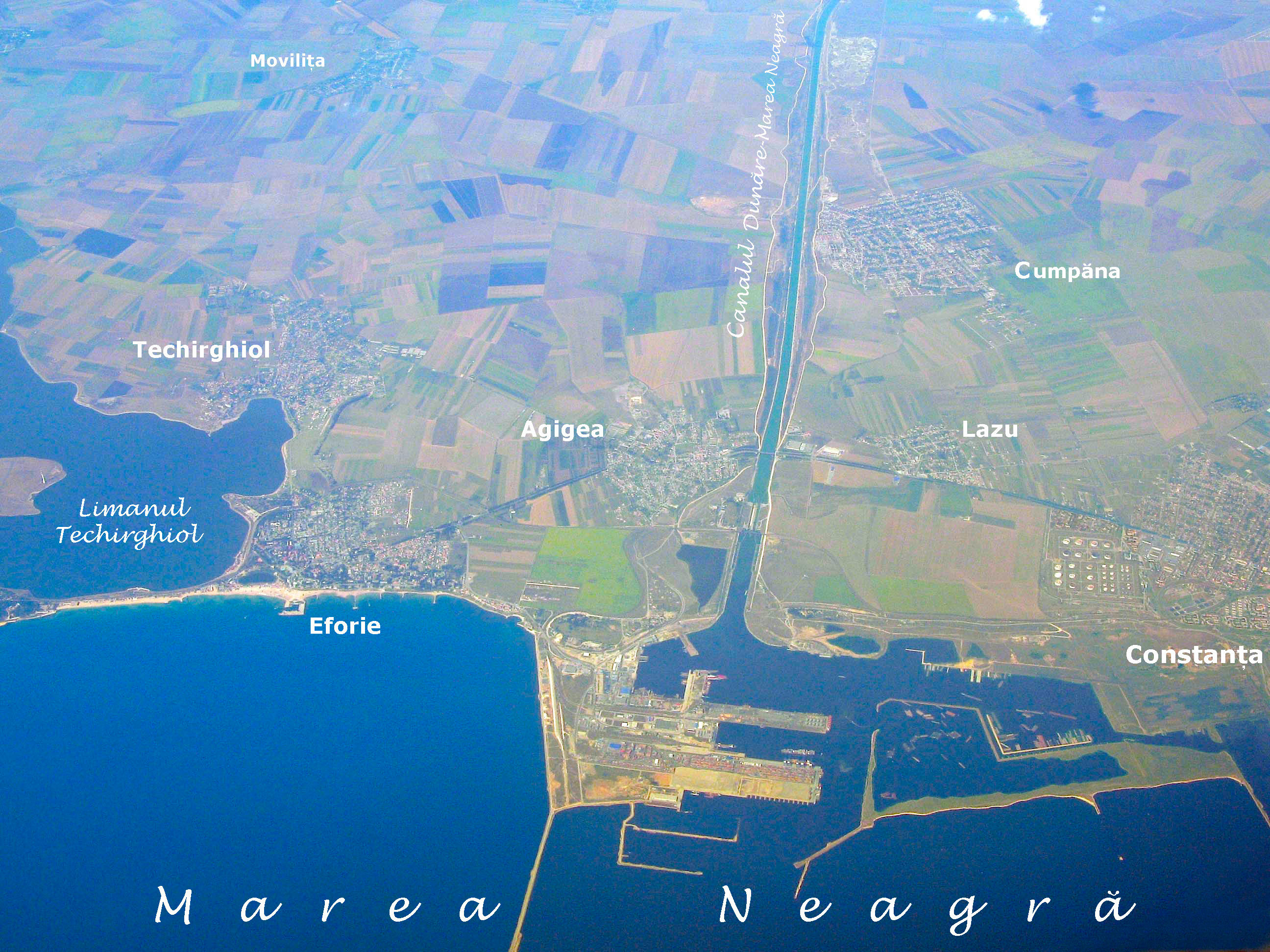
Constanța (rechts), mit Großhafen Agigea (mittig) am Donau-Schwarzmeer-Kanal

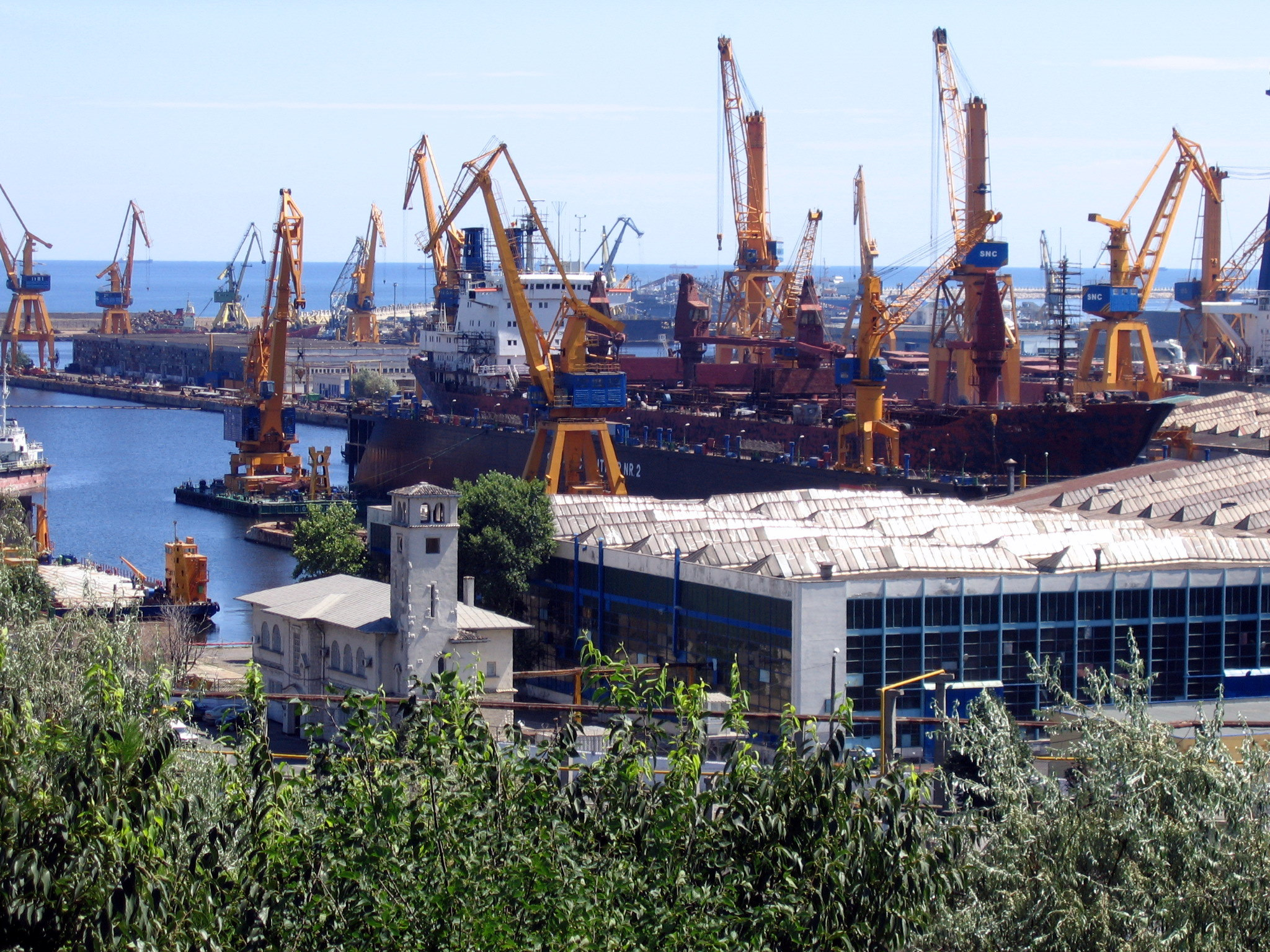
Hafen von Constanța

### Hafen
Unmittelbar südlich von Constanța befindet sich der neue Großhafen Agigea am Ausgang des Donau-Schwarzmeer-Kanales. Somit hat Constanța eine direkte Verbindung zur Donau und den mitteleuropäischen Hafenstädten. Der Main-Donau-Kanal ermöglicht zudem, dass die Schifffahrtsroute Constanța–Rotterdam einen ununterbrochenen Wasserweg zwischen dem Schwarzen Meer und der Nordsee darstellt. Zudem ist Rotterdam eine wichtige Partnerstadt von Constanța. Das Containerterminal im Hafen von Constanța wird seit 2003 von DP World Constanța betrieben, einem Tochterunternehmen der DP World. Die Konzession dazu wurde 2019 bis zum Jahr 2049 verlängert. Die geplante Öl-Pipeline PEOP (Pan European Oil Pipeline) von Constanța nach Triest sollte ursprünglich 2012 in Betrieb gehen; seit 2010 sind Planung und Bau gestoppt.
Constanța war 2008 bereits der größte Hafen am Schwarzen Meer. Im Jahr 2016 wurden 46 Mio. t Güter umgeschlagen. Dabei beförderten Binnenschiffe rund 13,2 Mio. t über die Donau.
Rumänien sperrte am 17. April 2022, fast acht Wochen nach dem Beginn des russischen Überfalls auf die Ukraine, den Hafen Constanța für russische Schiffe. Der Hafen hat durch diesen Krieg an Bedeutung gewonnen.

### Verkehr

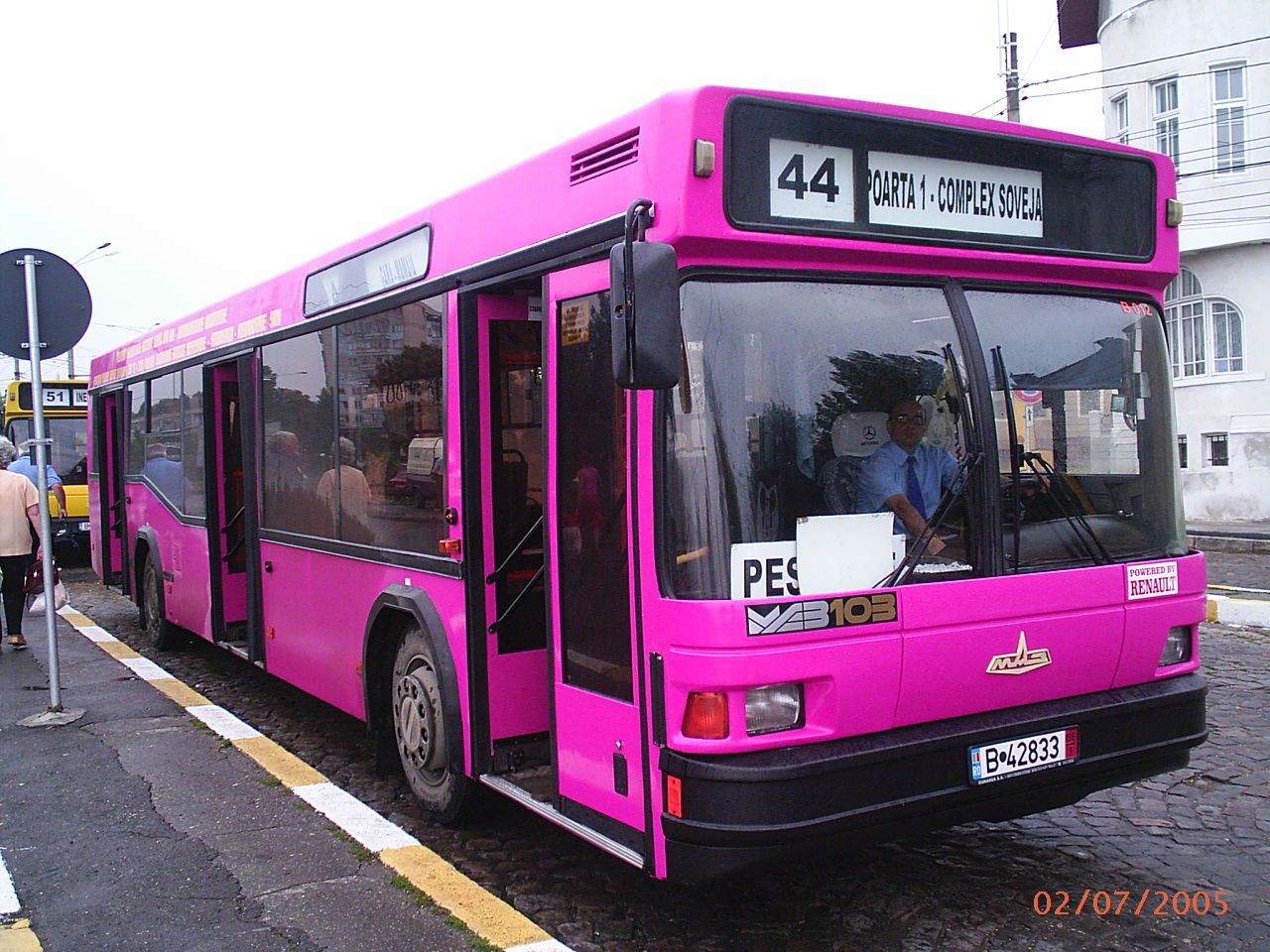
Stadtbus

Nach Bukarest besteht eine Autobahn- und Eisenbahnverbindung, zu letzterer gehören neben dem Personenbahnhof Constanța als größte Bahnhöfe der Rangierbahnhof Palas und ein weiterer Rangierbahnhof für den Hafen. Ferner befinden sich dort die Badeorte Techirghiol, Mamaia, Eforie Nord, Eforie Sud und der internationale Flughafen Aeroportul Internațional Mihail Kogălniceanu.
Der öffentliche Stadtverkehr wird mittlerweile komplett von Omnibussen bedient, die von der Regia Autonomă de Transport Constanța (RATC) betrieben werden und als Markenzeichen überwiegend Pink lackiert sind. Sie verkehren bis 23 Uhr in einem dichten Takt, Einzelfahrkarten erhält man bei den Kiosken und Mehrfahrtenkarten an den kleinen RATC-Verkaufsstellen an größeren Knotenpunkten. Die Regionalverbindungen in angrenzende Städte wie Năvodari werden durch Kleinbusse (circa 20 Sitzplätze, sog. Minibus) der Grup Media Sud, die ohne festen Fahrplan verkehren, angeboten. Die erst 1984 in Betrieb genommene Straßenbahn Constanța wurde im November 2008 stillgelegt, sie bestand zuletzt nur noch aus der Linie 100 (Gară – Sat de Vacanța; in der Nähe des Ortseingangs von Mamaia). 2010 wurde schließlich auch der 1959 eröffnete Oberleitungsbus Constanța aufgegeben, der zuletzt nur noch aus der regulären Linie 48 und der gestrichenen Linie 48b bestand.
Außerdem enden in Constanța einige nationale Fernbusverkehrslinien.

## Kultur und Sehenswürdigkeiten

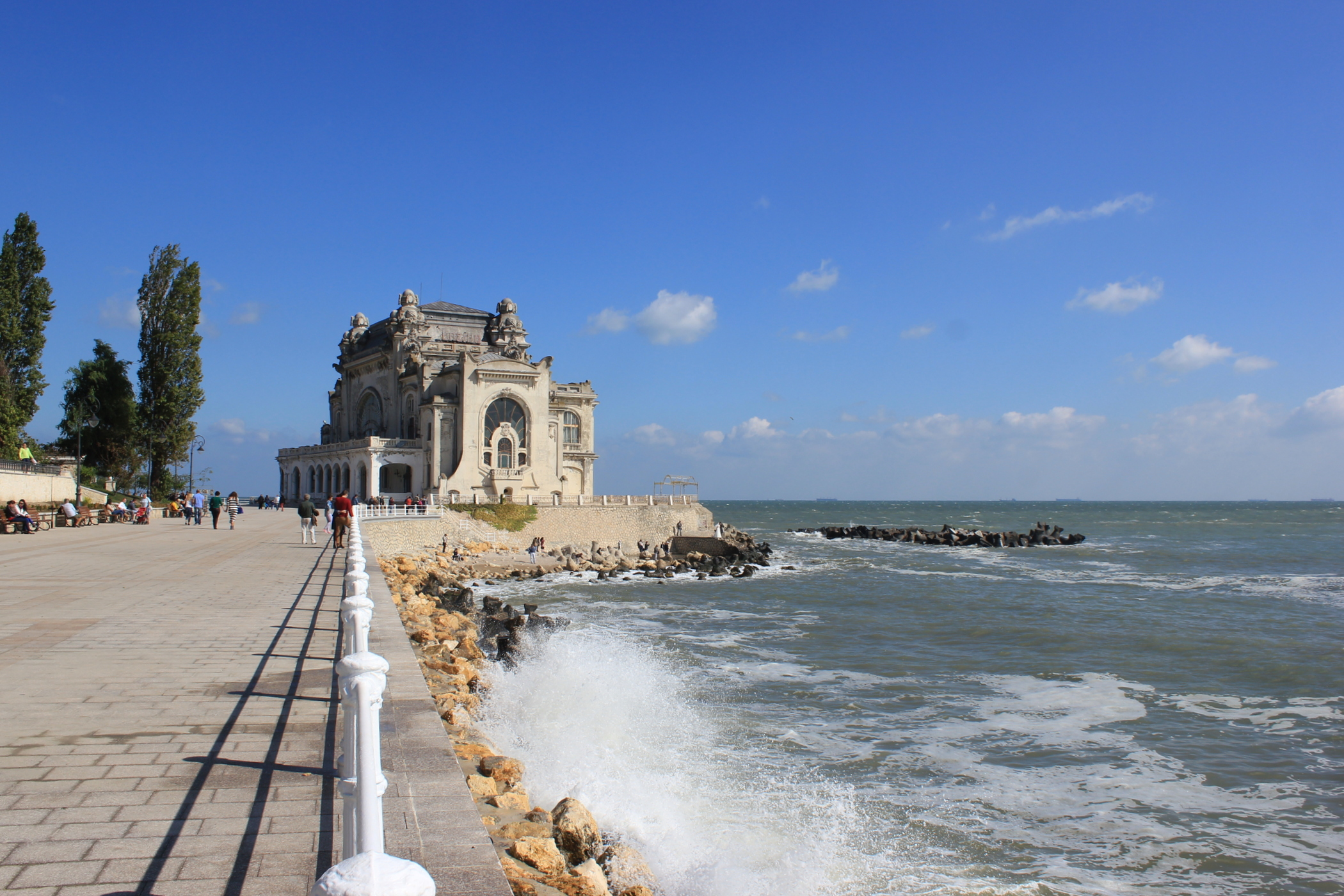
Casino und Strandpromenade

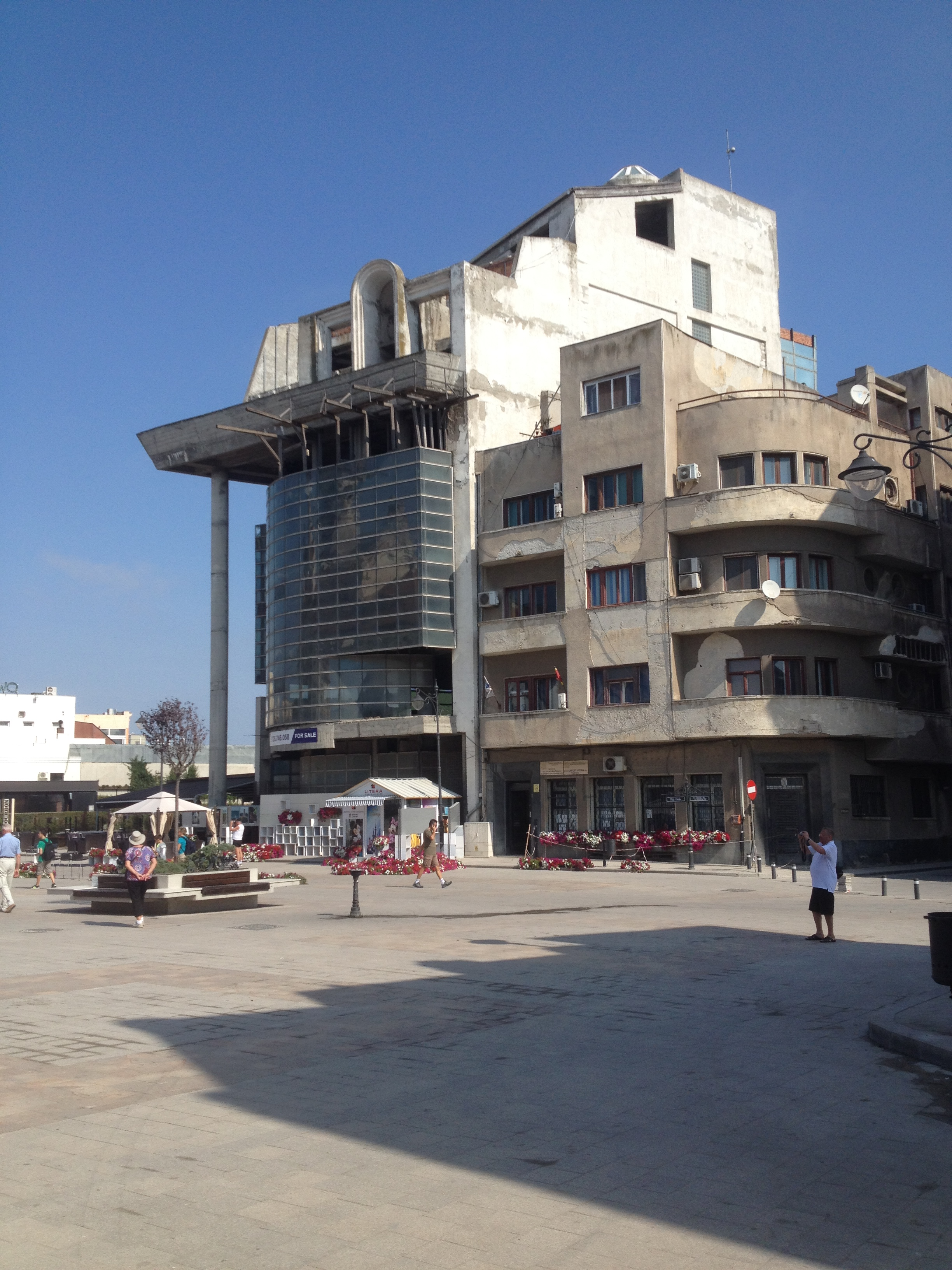
Gebäude am Ovid-Platz

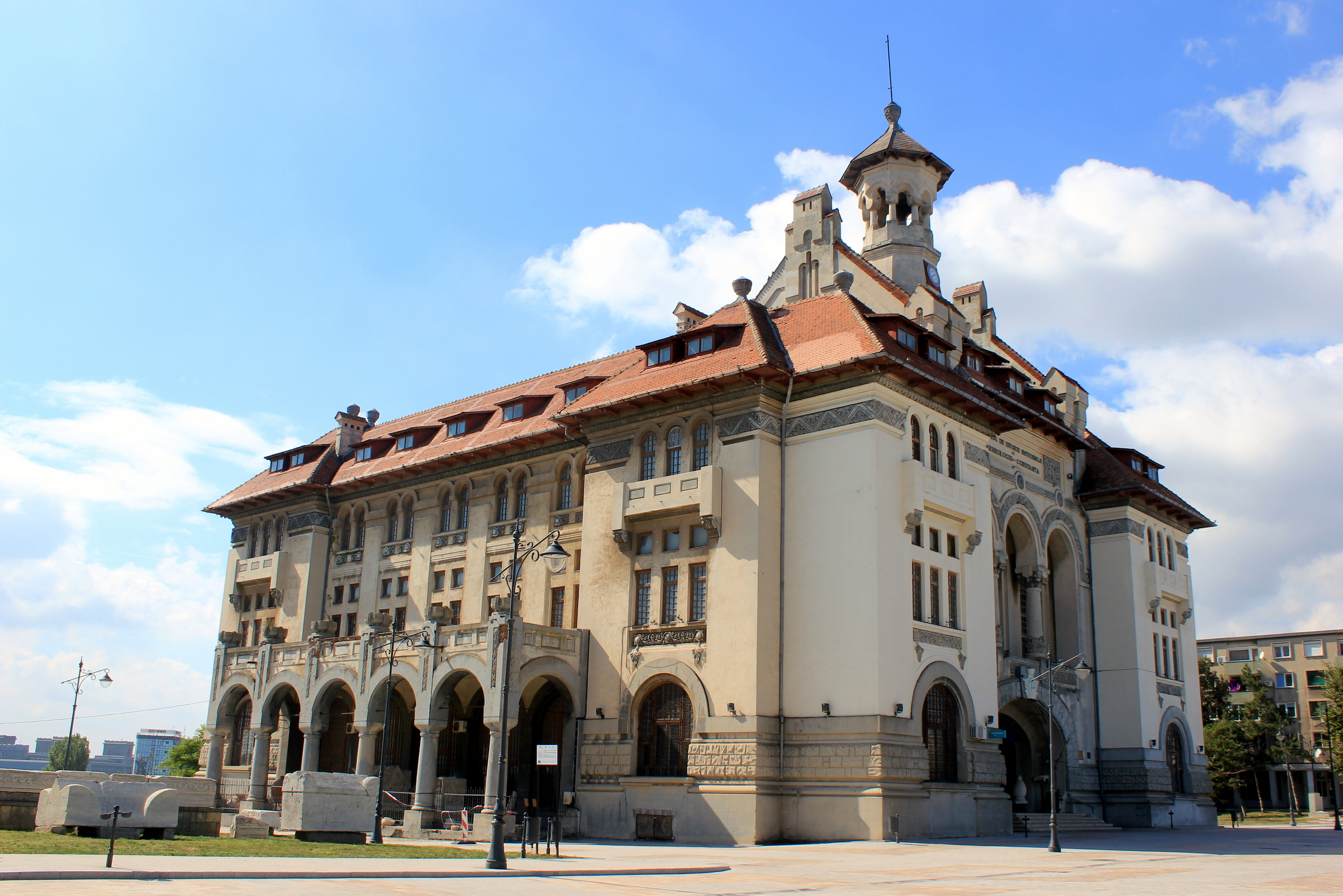
Das Geschichtsmuseum auf dem Ovid-Platz

Das sehenswerte Casino Constanța (Cazinoul) wurde 1910 errichtet, 1986 renoviert und steht heute unter Denkmalschutz. Nach 1990 verfiel das Gebäude und nach langem Hin-und-her und zahlreichen Anläufen gibt es seit Dezember 2019 einen Instandsetzungs- und Sanierungsvertrag, dessen auf 27 Monate veranschlagte Arbeiten am 15. Januar 2020 begannen. Seit Ende des Jahres 2013 verfügt die Hafenstadt über einen sanierten Fußgängerbereich im Stadtzentrum, der sich um den Ovidiu-Platz ausbreitet.
Wichtige Sehenswürdigkeiten in dieser Gegend sind:
Natur
- Aquarium
- Delphinarium mit Kleintierzoo und Parkanlage um einen kleinen See (als Kombiticket)

Geschichte
- Archäologisches Museum (Jugendstilbau)
- Mosaikmuseum (Handelshaus mit römischem Fußbodenmosaik)
- Griechische und römische Ruinen (Basiliken, kaiserliche Nekropolen)
- Leuchtturm aus dem 13. Jahrhundert
- Volkskundemuseum (es werden reich bestickte Trachten aus verschiedenen Teilen Rumäniens gezeigt.)

Religion
- Byzantinische Basilika
- Carol-I.-Moschee

Musik
- Nationaltheater
- Oper
- Philharmonie

Bildende Kunst / Architektur
- Ovid-Denkmal vor dem Geschichts- und Archäologie-Museum
- Skulpturensammlung des Künstlers Ion Jalea
- Kunstmuseum Constanța (einheimische Künstler, Gemälde und Skulpturen)
- Casino

Technik
- Marinemuseum
- Planetarium

## Sport
Der FC Viitorul Constanța spielt seit 2012 in der höchsten rumänischen Fußballliga. Führend im rumänischen Sport sind auch HCM Constanța im Handball und CVM Tomis Constanța im Volleyball.
Im Jahr 2025 ist Constanta Ziel des Transcontinental Race in seiner elften Austragung, einem der längsten Ultradistanz-Radrennen Europas mit ca. 4.000 Kilometern Streckenlänge.

## Partnerstädte
Die Stadt Constanța nennt folgende Städte als Partnerstädte:
|  | Alexandria          | Ägypten      |
|  | Boulogne-sur-Mer    | Frankreich   |
|  | Brest               | Frankreich   |
|  | Busan*              | Südkorea     |
|  | Callao              | Peru         |
|  | Cartagena de Indias | Kolumbien    |
|  | Dobritsch*          | Bulgarien    |
|  | Eskişehir           | Türkei       |
|  | Genua               | Italien      |
|  | Havanna             | Kuba         |
|  | Iraklio             | Griechenland |
|  | Istanbul            | Türkei       |
|  | Izmir               | Türkei       |
|  | Latakia             | Syrien       |
|  | Logroño             | Spanien      |

|  | Makassar         | Indonesien          |
|  | Mobile           | Vereinigte Staaten  |
|  | Noworossijsk     | Russland            |
|  | Odessa           | Ukraine             |
|  | Rotterdam        | Niederlande         |
|  | Sidon (Saida)    | Libanon             |
|  | Sankt Petersburg | Russland            |
|  | Santos           | Brasilien           |
|  | Silivri          | Türkei              |
|  | Shanghai         | Volksrepublik China |
|  | Sulmona          | Italien             |
|  | Thessaloniki     | Griechenland        |
|  | Trapani          | Italien             |
|  | Turku            | Finnland            |
|  | Yokohama         | Japan               |

* Mit diesen Städten bestehen Absichtserklärungen.

## Persönlichkeiten

### Ehrenbürger
- Seit 2015 Elizabeta Samara (* 1989), Tischtennis-Spielerin
- Seit 2020 Karl Robert Perko (1944–2025), Kunstmaler und Graphiker

## Klimatabelle
|                       | Jan  | Feb  | Mär | Apr  | Mai  | Jun  | Jul  | Aug  | Sep  | Okt  | Nov  | Dez |   |      |
| Mittl. Tagesmax. (°C) | 3,7  | 4,9  | 8,1 | 13,8 | 19,3 | 23,8 | 25,9 | 25,8 | 22,4 | 17,0 | 11,6 | 6,4 | ⌀ | 15,3 |
| Mittl. Tagesmin. (°C) | −2,3 | −1,0 | 2,1 | 6,9  | 12,1 | 16,2 | 18,0 | 17,9 | 14,6 | 9,8  | 5,0  | 0,5 | ⌀ | 8,4  |
|                       |      |      |     |      |      |      |      |      |      |      |      |     |   |      |
| Niederschlag (mm)     | 30   | 29   | 26  | 30   | 38   | 40   | 30   | 33   | 29   | 31   | 42   | 38  | Σ | 396  |
|                       |      |      |     |      |      |      |      |      |      |      |      |     |   |      |
| Sonnenstunden (h/d)   | 2,7  | 3,0  | 4,3 | 6,0  | 8,5  | 9,4  | 10,3 | 10,1 | 8,0  | 5,9  | 3,4  | 2,6 | ⌀ | 6,2  |
|                       |      |      |     |      |      |      |      |      |      |      |      |     |   |      |
| Regentage (d)         | 5    | 5    | 5   | 5    | 6    | 6    | 5    | 3    | 3    | 4    | 6    | 6   | Σ | 59   |
|                       |      |      |     |      |      |      |      |      |      |      |      |     |   |      |
| Wassertemperatur (°C) | 4    | 3    | 4   | 9    | 14   | 19   | 22   | 23   | 20   | 16   | 13   | 7   | ⌀ | 12,9 |
|                       |      |      |     |      |      |      |      |      |      |      |      |     |   |      |
| Luftfeuchtigkeit (%)  | 86   | 85   | 85  | 83   | 81   | 78   | 76   | 77   | 79   | 82   | 86   | 88  | ⌀ | 82,2 |

| −2,3 |

| −1,0 |

| 2,1 |

| 6,9 |

| 12,1 |

| 16,2 |

| 18,0 |

| 17,9 |

| 14,6 |

| 9,8 |

| 5,0 |

| 0,5 |

| −2,3 |

| −1,0 |

| 2,1 |

| 6,9 |

| 12,1 |

| 16,2 |

| 18,0 |

| 17,9 |

| 14,6 |

| 9,8 |

| 5,0 |

| 0,5 |